# 魔鏡幻影
魔鏡幻影是Edyta Górniak於1998年爲華特迪士尼的電腦動畫電影花木蘭錄製的單曲。這單曲於1998年10月由波蘭寶麗金唱片公司發行，但僅用作派臺，並沒公開販售。

## 背景
這首歌由Matthew Wilder  和 Marek Robaczewski 作曲及填詞， Marek Klimczuk 製作，於1998年8月在倫敦大都會工作室錄製 。
該單曲僅於波蘭發行，用作宣傳華特迪士尼的電腦動畫電影花木蘭。

## 曲目列表

### 波蘭宣傳單曲
1. 魔鏡幻影 (Lustro) (3:36)

## 音樂錄影帶
該單曲的音樂錄影帶的場景幾乎來自華特迪士尼的電腦動畫電影花木蘭，但加插一些新的場景和補拍新的鏡頭。而Edyta的打扮也十足唐人般， 穿上唐裝後，Edyta彌漫著優雅華夏文化的氣質。